# Langschede
Langschede ist ein Stadtteil von Fröndenberg/Ruhr in Nordrhein-Westfalen mit etwa 1000 Einwohnern. Er entstand an einer Furt über die Ruhr.

## Geschichte
Seit 2015 wird an der Unnaer Straße ein Dorf aus der Eisenzeit ausgegraben. Auf der 10 ha großen, für ein Gewerbegebiet vorgesehenen Fläche fanden sich Spuren von Hauspfosten, Abfallgruben und Urnengräber mit Leichenbrand aus der Zeit zwischen 800 v. Chr. und der Zeitenwende.

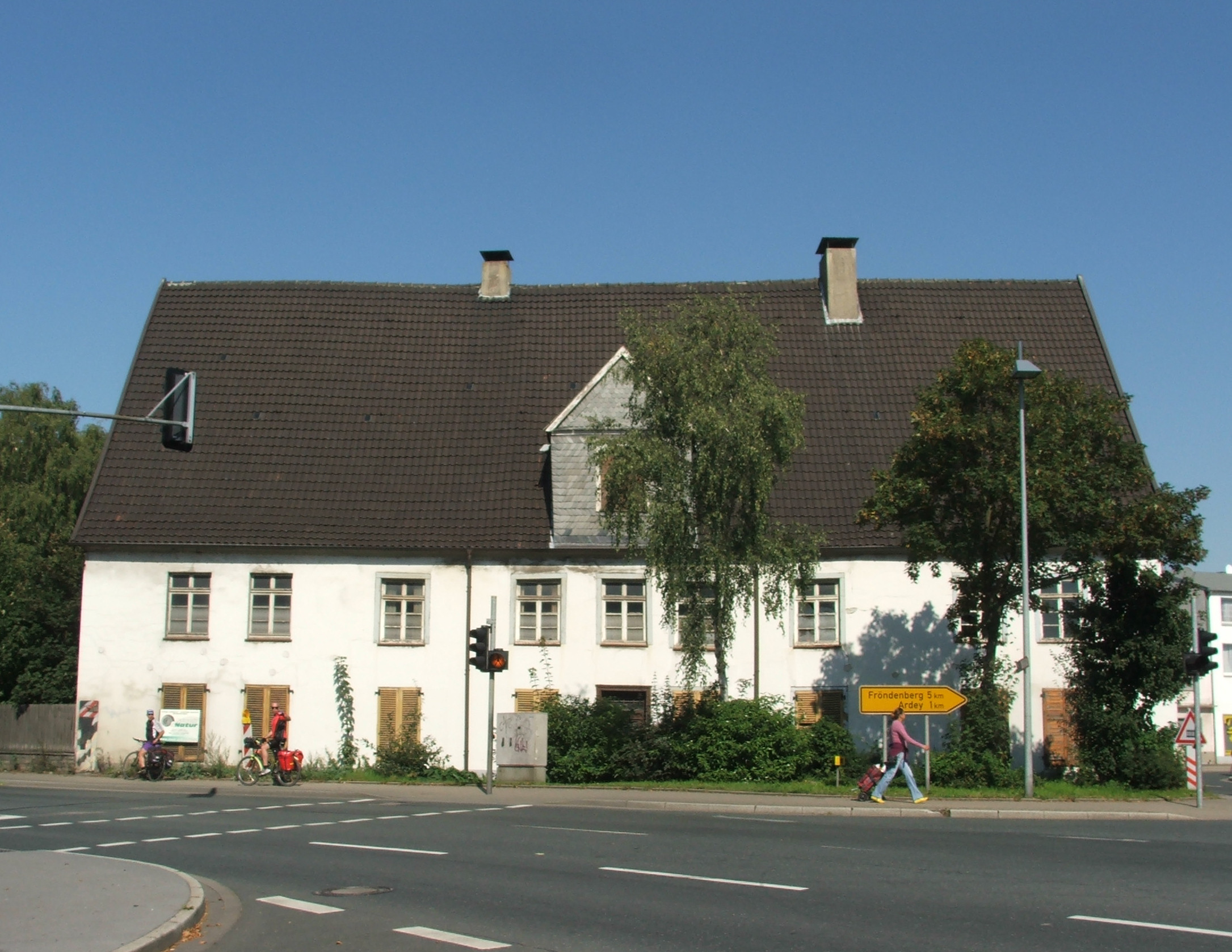
Haus Schoppe entstand spätestens 1709, der dazugehörige Wehrturm im 16. Jahrhundert. Anfänglich war es im Besitz der Familie Marck, die seit dem 13. Jahrhundert auf einem zum Haus Altendorf gehörigen mansus in Langinscede gesessen hatte. 1825 wurde Haus Schoppe von Familie Schoppe erworben.

Am Gericht zu Langschede fand 1483 ein Zeugenverhör statt, vor einem Gericht, das wahrscheinlich schon im 12. Jahrhundert in der Hand der Grafen von der Mark war. In Langschede besaß der Herzog von Kleve-Mark einen Turm, der zur Sicherung des Ruhrübergangs diente. Mit diesem Turm war bis 1513 Johann Krane belehnt.
Am 20. Februar 1709 brannte Langschede bei einem Großbrand vollständig nieder und musste wiederaufgebaut werden.
Das Dorf wurde an die wirtschaftliche Entwicklung der Ruhr erst durch die Schiffbarmachung stärker angebunden. Zwar war dies bereits 1649 von den Ständen der Regierung vorgeschlagen worden, doch verzögerte sich das aufwändige Vorhaben überaus lange. Der Fluss wurde nunmehr auf Drängen des Preußenkönigs Friedrich II. und gegen den Widerstand der örtlichen Grundherren zwischen Ruhrort und Langschede schiffbar gemacht. Erst mit der Verlängerung bis Langschede 1780 etablierte sich hier ein Hafen, der bis 1801 der oberste Hafen an der Ruhr war. Hier wurde vor allem Salz aus Unna-Königsborn und Getreide aus dem Umland verladen und flussabwärts geschifft. Bis zu 16 Schleusen lagen zwischen Langschede und den Ruhrhäfen. Die Salzsiederei in Unna, die den überwiegenden Teil ihres Salzes nach Langschede verbrachte, verschlang jährlich 3000 Wagen Steinkohlen und beschäftigte 73 Personen. „Stromaufwärts brauchen die Schiffe auf dieser Strecke zur Fahrt bey gutem Wetter und Winde drey Tage, und werden von zwey Pferden gezogen; stromabwärts aber brauchen sie nur zwey Tage“ vermerkte 1817 die Statistische Darstellung der Preußischen Monarchie. Ihre Unterhaltung erwies sich allerdings als derart kostspielig, da der Fluss zu seicht war, dass die Schifffahrt 1801 wieder aufgegeben werden musste. Das Ende der Ruhrschifffahrt begann mit dem Bau der Ruhrtalbahn zwischen 1872 und 1876. Dennoch galt Langschede auch 1834 dem Handbuch der Geographie und Statistik für die gebildeten Stände als „großer und wichtiger Kornmarkt“.
Der Iserlohner Unternehmer Piepenstock brachte nun eine eigene Aktiengesellschaft zustande, die für den Bau einer Verbindungsstraße von Iserlohn über Kalthof nach Langschede warb. Selbst Oberpräsident von Vincke hatte einige Aktien gezeichnet.
Wie in weiten Teilen des Ruhrgebiets, so entstand auch bei Langschede mit „Frohe Ansicht“ ein Stollen.
Friedrich Grillo hatte 1872 ein Wasserwerk in Steele bauen lassen, 1885 eines bei Witten für die Zeche Erin und ein drittes 1886 bis 1888 bei Langschede. 1927 hatte dieses Pumpwerk eine Kapazität von 25.000.000 m³, 1919 waren es nur 14.000.000 gewesen, 1922 wird die Menge mit 14.967.826 angegeben. Als britische Bomber die Ruhrtalsperren zerstörten, verschlammte die Wassergewinnungsanlage in Langschede, so dass Unna auf anderen Wegen mit Trinkwasser versorgt werden musste.
Am 20. Oktober 1891 eröffnete die Firma Hartmann & Wanke ein Walzwerk, das zur Energiegewinnung die Wasserkraft der Ruhr mittels einer Wassermühle mit Staurecht nutzte, die ehedem größte Bannmühle am Ort und vom Mitinhaber der Firma, dem Ingenieur Ernst Hartmann deshalb gekauft worden war. Die dort installierte 165 PS starke Turbine erzeugte mehr elektrische Energie als für den Betrieb von zwei Blechstraßen benötigt wurde. So kamen dank des überschüssigen Stroms eine Reihe Langscheder Häuser in den Genuss elektrischen Lichts, was zur damaligen Zeit noch höchst ungewöhnlich war. Nach einem Eigentümerwechsel wurde das Walzwerk 1925 stillgelegt und der Betrieb schwerpunktmäßig auf die Produktion eiserner Fässer und Trommeln umgestellt. Im Jahre 1938 wurde die Firma von den Mannesmannröhren-Werken übernommen. Nach Ende des Zweiten Weltkriegs wurde die Produktionspalette um landwirtschaftliche Geräte wie Jauchefässer, Wannen und Ackerwalzen erweitert, In den 1950er Jahren kamen Stahlflaschen und Lagertanks, ab 1966 schließlich Standard-Frachtcontainer hinzu. Die zeitweise fast 1000 Beschäftigten des mehrfach erweiterten und im Jahre 1969 im Zuge einer Kooperation mit der Thyssen AG zum Thyssen Umformtechnik Werk Langschede umfirmierten Werks begründeten eigene Siedlungen (z. B. rund um die Sonnenbergschule und entlang der Gartenstraße). Anfang der 1990er Jahre wurde der Produktionsstandort Langschede schließlich aufgegeben. Inzwischen haben sich viele kleine und mittlere Betriebe auf dem ehemaligen Thyssengelände angesiedelt.
Bis 1967 war Langschede mit den erst am 1. August 1964 dazugekommenen Ortsteilen Ardey und Dellwig eine selbständige Gemeinde im Amt Fröndenberg. Davon übrig geblieben ist lediglich das eigene Telefon-Ortsnetz (02378); denn bereits am 1. Januar 1968 wurde die Gemeinde durch das Gesetz zur Neugliederung des Landkreises Unna in die Stadt Fröndenberg eingegliedert.

## Einwohnerentwicklung
| Jahr | Einwohner | mit Ardey und Dellwig |
| ---- | --------- | --------------------- |
| 1849 | 0302      | 0848                  |
| 1910 | 0538      | 1493                  |
| 1913 | 0538      |                       |
| 1931 | 0610      |                       |
| 1956 | 1312      | 2956                  |
| 1961 | 1341      | 3527                  |
| 1967 |           | 3974                  |
| 1987 | 1164      | 4947                  |
| 2010 | 1034      |                       |
| 2013 | 0990      | 4776                  |

## Sehenswürdigkeiten
Zu den markanten Bauwerken im Ortskern zählen das Haus Schoppe, ein Wehrturm im Gartengelände und der „Alte Bahnhof Langschede“ in der Neuen Mitte.
Sehenswert ist auch die St.-Konrad-Kirche.

## Wirtschaft und Infrastruktur
Im Ort befinden sich mehrere Unternehmen sowie ein Imbiss, eine Sparkassenfiliale und Bankautomaten, eine Apotheke, ein Arzt, Postfiliale mit Schreibwarenladen und ein Supermarkt mit Getränkemarkt im Bereich der Neuen Mitte.
Der Ortsteil Langschede ist über die B233 mit Iserlohn und Unna direkt angebunden. Gleichzeitig beginnt an der Ortsgrenze die B515 über Menden (Sauerland) Richtung Balve.
Derzeit gibt es Planungen, den Haltepunkt an der Oberen Ruhrtalbahn wieder zu eröffnen.

## Bildung
Die Grundschulkinder besuchen hauptsächlich die Sonnenberg-Grundschule, die ihren Ursprung in der Volksschule Ardey-Langschede hat.

## Söhne und Töchter
- Eric Schildkraut (1906–1999), Schauspieler und Hörspielsprecher